# ESG Gensungen/Felsberg

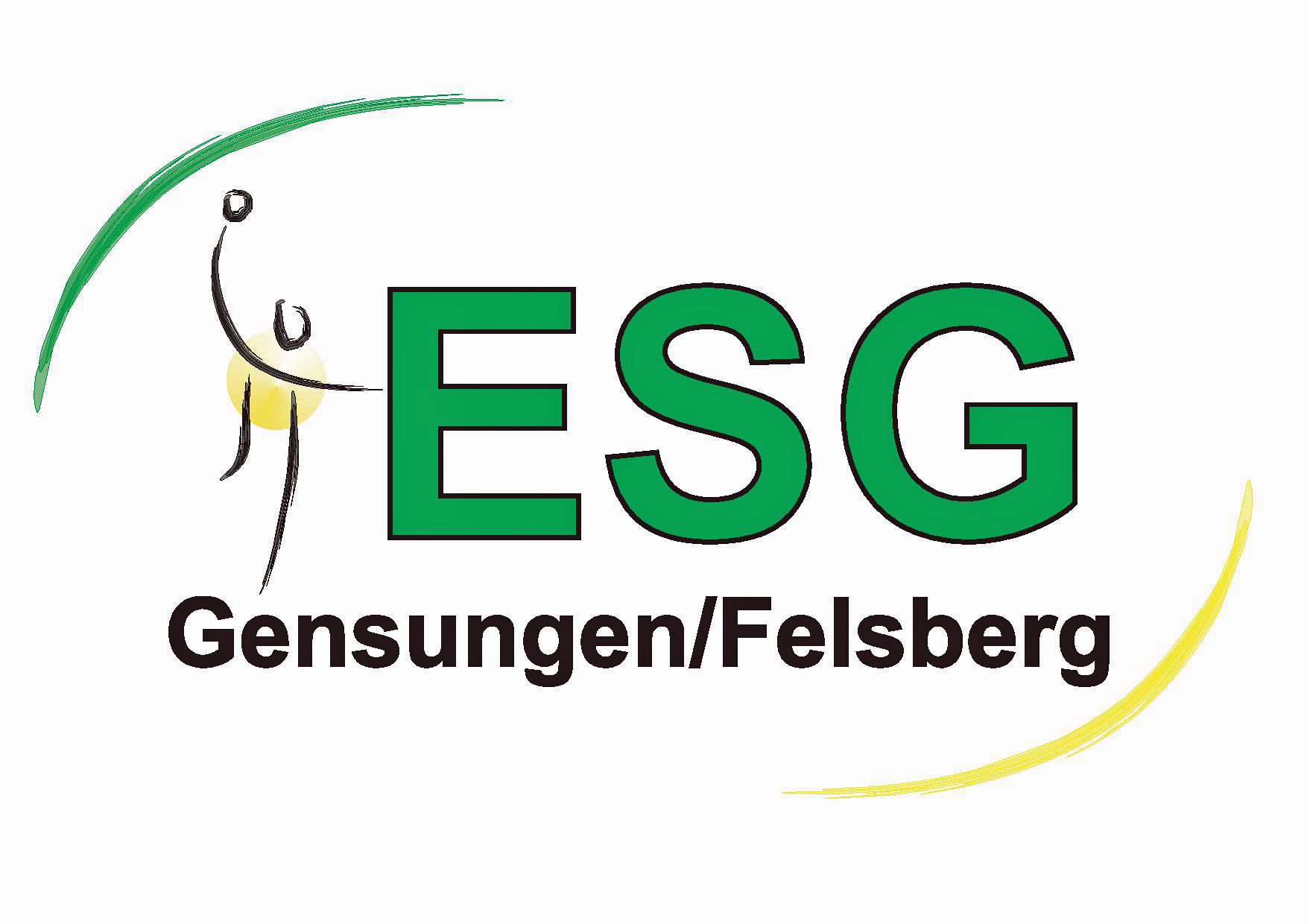
Logo der ESG

Die Erwachsenenspielgemeinschaft Gensungen/Felsberg (kurz: ESG Gensungen/Felsberg) ist eine Handball-Spielgemeinschaft in der nordhessischen Stadt Felsberg.

## Geschichte
Am 24. Mai 1990 wurde die aus den Handballabteilungen der Vereine TSV Jahn Gensungen und TSV Eintracht Felsberg hervorgegangene HSG Gensungen/Felsberg gegründet. Seit Juli 2013 muss der Verein auf Grund der Zusatzbestimmungen des HHV zur Spielordnung des DHB das Kürzel ESG (Erwachsenenspielgemeinschaft) tragen. Unter dem Namen JSG Dreiburgenstadt Felsberg war eine Jugendspielgemeinschaft aus TSV Eintracht Böddiger, TSV Eintracht Brunslar, SV Melgershausen, TSV Jahn Gensungen und der TSV Eintracht Felsberg gebildet worden, in deren Folge die Namensänderung notwendig wurde.

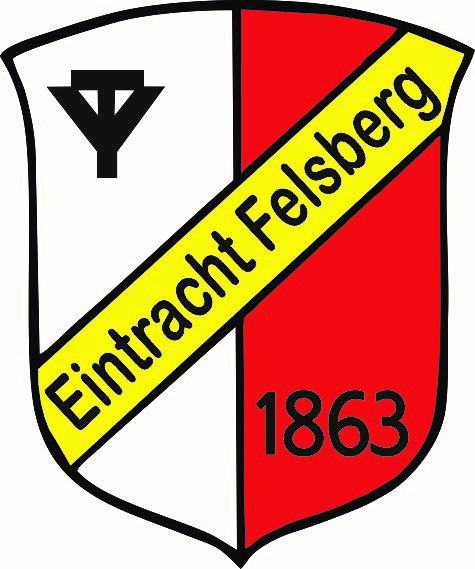
Vereinslogo von Eintracht Felsberg

### TSV Eintracht Felsberg
Ende des Jahres 1921 wurde in Felsberg der Grundstein der Sportart Handball in der Region gelegt. Im November wurde zum ersten Male dort Handball gespielt, als Training für das erste Wettspiel. Bereits am 22. Januar 1922 fand, alten Berichten zufolge, bei bitterer Kälte und hohem Schnee das erste Spiel statt. Gegen eine bereits eingespielte Mannschaft des Kasseler Lehrlingsheimes gab es eine knappe 0:1-Niederlage.
Als Meister des deutschen Turnkreises Oberweser nahm Felsberg 1927 an den Spielen um die mitteldeutsche Meisterschaft teil. In den folgenden Jahren, bis zum Ausbruch des Zweiten Weltkrieges, war die Eintracht stets ein beachteter Gegner, Meisterehren wurden jedoch nicht mehr errungen.
Am 22. November 1945, also schon sechs Monate nach Kriegsende, trafen sich Felsberger Sportler, um den Verein wieder ins Leben zu rufen. Karl Fülling wurde einstimmig zum 1. Vorsitzenden gewählt. Da der Name Eintracht nach den Bestimmungen der Alliierten nicht mehr geführt werden durfte, wurde die Bezeichnung Sportclub Felsberg gewählt.
Die A-Jugend wurde im Herbst 1964 Vize-Nordhessenmeister und brachte einige Talente hervor, die später mit der angestammten Mannschaft eine gute Mischung bilden sollten. So konnte nach vergeblichen Anläufen 1957 und 1961 endlich 1966 das ersehnte Ziel erreicht werden: Felsberg wurde Handballbezirksmeister und Aufsteiger zur Verbandsliga. Im Jahre 1968 stand die Felsberger Feldhandballmannschaft im Zenit ihres Erfolges. Am Ende der Serie stand die Meisterschaft der Verbandsliga Nord, verbunden mit dem Aufstieg zur Handball-Oberliga Süd-West, der zweithöchsten deutschen Spielklasse. Rechtzeitig zum 110-jährigen Bestehen der Eintracht, im Jahre 1973 wurde, als letzter Höhepunkt im Feldhandball, noch einmal eine Meisterschaft errungen. Als Staffelsieger der Verbandsliga Nord verpasste man jedoch in den Aufstiegsspielen gegen den TSV Griedel und den VfR Wiesbaden die Oberliga.
Der Rest der Feldhandballgeschichte Felsbergs ist schnell erzählt. Der Abstieg aus der Oberliga 1970 steht als negativer Wendepunkt. 1974 erfolgte der Abstieg des vorjährigen Meisters aus der Verbandsliga in die Bezirksklasse und schon zwei Jahre später 1976 ging es hinab in die Kreisliga. 1978 wurde erstmals keine Seniorengroßfeldmannschaft gemeldet. Nur zehn Jahre nach dem größten Erfolg bedeutete dies das Ende des traditionsreichen Feldhandballs in Felsberg.
Als Ableger der Erfolge im Feldhandball stieg Felsberg 1969 in die Hallenhandball-Bezirksklasse auf und wurde auf Anhieb Meister und Aufsteiger in die Verbandsliga. Nach zwei Jahren konnte die Klasse nicht mehr gehalten werden und auch die Bezirksliga war nur eine Durchgangsstation, 1973 erfolgte dann der Wiederaufstieg in die Bezirksliga.
Als in den 1980er Jahren die sportliche Entwicklung nicht mehr den Erwartungen entsprach und zeitgleich die wirtschaftliche Situation beim Nachbarn Jahn Gensungen immer schwieriger wurde, war die Zeit für einen großen Schritt in eine erfolgreiche Zukunft gekommen. Schon 1971 im Vorstand diskutiert und wieder 1979 angestrebt, unterzeichneten die Vorsitzenden Meinhard Clobes (TSV Eintracht Felsberg) und Heinz Sänger (TSV Jahn Gensungen) am 24. Mai 1990 einen Fusionsvertrag. Die HSG Gensungen/Felsberg wurde gegründet und damit ein neues Kapitel der Felsberger Handballgeschichte aufgeschlagen.

### TSV Jahn Gensungen

Vereinslogo von Jahn Gensungen

Die Handballabteilung (damals noch Feldhandball) wurde im Jahr 1925 gegründet. Am 26. Dezember 1925 stieg das erste Spiel gegen die 2. Mannschaft von Eintracht Felsberg. Bis zum Jahr 1940 etablierte sich die Handball-Abteilung und konnte erste Erfolge feiern (Gaumeisterschaft 1929, Gruppensieger der neu gegründeten Bezirksklasse 1933, Aufstieg in die erstklassige Handball-Gauliga Hessen zur Spielzeit 1936/37). Nach dem Zweiten Weltkrieg wurde der Verein unter dem Namen „Grün-Weiß Gensungen“ am 10. November 1945 neu gegründet.
Der TSV Jahn Gensungen feierte seine größten Erfolge in den 1970er und 1980er Jahren. In der Saison 1978/79 spielte die von ihrem langjährigen Trainer Burkhart Prinz aus Talenten geformte Mannschaft unter dessen noch während der Saison 1977/78 verpflichtetem Nachfolger, dem Spielertrainer Peter Barthelmey, nach den Aufstiegsspielen gegen den TSV Erbach aus dem Saarland und die Reinickendorfer Füchse aus Berlin sogar in der Bundesliga. Zu den Spielern zählten neben Franz Wagner, Boban Selec, Jörg Anacker und Frank Döring auch der spätere Nationalspieler und HSG-Trainer Günter Böttcher. Die Mannschaft, in der folgenden Spielzeit wieder unter Burkhard Prinz, musste jedoch schon nach einem Jahr wieder den Abstieg in die Regionalliga Südwest hinnehmen.
Nachdem sie 1981 Südwestdeutscher Meister geworden war, stieg die Mannschaft in die neu gegründete 2. Bundesliga Süd auf, in der sie bis 1986 spielte.

### HSG Gensungen/Felsberg

Ehemaliges Logo

Ab 1994 schlug die  HSG einen neuen Kurs ein, um an die Vergangenheit anzuknüpfen. Unter Günter Böttcher als Trainer wurde eine Mannschaft aufgebaut. 1996 stieg die HSG als Hessenmeister in die Regionalliga auf. Im folgenden Jahr wurde die HSG Südwestdeutscher Meister und stieg in die 2. Bundesliga auf. Nach dem knapp erreichten Klassenerhalt in der ersten Zweitligasaison etablierte sich die HSG in der Folge in der vorderen Tabellenhälfte. Der vierte Tabellenplatz 1999/2000 bedeutete das bislang beste Abschneiden in der 2. Bundesliga. Erst 2004/05 schloss die HSG wieder in der unteren Tabellenhälfte ab, ebenso ein Jahr später. In der Saison 2006/07 gelang nur knapp der Klassenerhalt und damit ging sie 2007/08 in das 15. Jahr der Zweitklassigkeit, das gleichzeitig das vorerst letzte Jahr in dieser Klasse war: die HSG stieg mit 5 Punkten Rückstand auf den 17. Platz als Tabellenletzter ab.
In der Saison 2008/2009 wurde sie in der Regionalliga Südwest Dritter. Nach einer makellosen Hinrunde mit 30:0 Punkten folgte ein Rückschlag in der Rückrunde. Am Ende hatte die Mannschaft 46:14 Punkte und belegte den 3. Platz. In der Saison 2009/10 belegte sie den 2. Tabellenplatz und qualifizierte sich für die neue 3. Bundesliga, in der sie in der Oststaffel 2010/11 den 3. Tabellenplatz belegte. Im nächsten Jahr kam die HSG nicht über einen Mittelfeldplatz hinaus. 2011/12 stand der 9. Platz zu Buche. Die Saison 2012/13 war die bisher schwierigste für die HSG. Die Mannschaft spielte die ganze Saison um den Klassenerhalt und hatte am letzten Spieltag gegen Tabellennachbar Auerbach die Chance zum Klassenerhalt. Das Spiel ging 30:30 aus und die HSG war damit abgestiegen. Die neugegründete ESG startete daraufhin in der Oberliga Hessen in die Saison 2013/14.

### ESG Gensungen/Felsberg
Unter dem neuen Namen ESG Gensungen/Felsberg musste man in der unbekannten Spielklasse erst einmal Fuß fassen. In den ersten vier Spielzeiten (2013/14 - 2016/17) sprang nicht mehr als eine Mittelfeldplatzierung heraus: Platz 6-8 hieß es jeweils in der Abschlusstabelle. Ab der Saison 2017/18 konnte die Mannschaft sich dann stetig verbessern. Nach einem 5. Platz (2017/18) und einem 3. Platz (2018/19) wurde schließlich nach der Saison 2019/20 der Wiederaufstieg in die 3. Liga gefeiert. Am 12. Spieltag wurde mit einem Heimsieg gegen die MT Melsungen 2 die Tabellenführung erobert und bis zum 20. Spieltag, an dem die Saison aufgrund der COVID-19-Pandemie beendet wurde, nicht mehr abgegeben. Die Saison wurde nach 19 Spielen mit 31:7 Punkten abgeschlossen.
In der Saison 2020/21 geht die ESG in der 3. Liga Nord-West an den Start. Aus der 3. Liga stieg der Verein nach der Spielzeit 2021/2022 wieder ab.
Die zweite Mannschaft wurde in der Saison 2021/2022 Meister des Bezirks Melsungen/Fulda und spielt in der Saison 2022/2023 in der Landesliga Nord, Hessens zweithöchster Spielklasse.

### JSG Dreiburgenstadt Felsberg
Im Jahr 2013 wurde aus den Stammvereinen TSV Eintracht Böddiger, der TSV Eintracht Brunslar, dem SV Melgershausen, dem TSV Jahn Gensungen und dem TSV Eintracht Felsberg die JSG Dreiburgenstadt Felsberg gegründet.